# Mohamed Amin Didi
Mohamed Amin Didi (divehi : އަލްއަމީރު މުހައްމަދު އަމީން ދޮށިމޭނާ ކިލެގެފާނު), né le 20 juillet 1910 à Malé et mort le 19 janvier 1954 sur l'île de Vihamanaafushi, est un homme d'État maldivien, président de la République du 1er janvier 1953 au 21 août 1953.